# SMS G 41
SMS G 41 – niemiecki niszczyciel z okresu I wojny światowej. Piąta jednostka typu G 37, podobnie jak G 42 posiadała wydłużony o 2,5 m kadłub. Okręt wyposażony był w trzy kotły parowe opalane ropą, a zapas paliwa wynosił 326 ton. G 41 został samozatopiony 3 października 1918 roku, podczas niemieckiej ewakuacji z Belgii .